# 無線通信歴史展示室
無線通信歴史展示室（むせんつうしんれきしてんじしつ）は、横須賀リサーチパーク(神奈川県横須賀市光の丘、略称YRP)にある展示施設である。

## 概要
YRPセンター1番館に常設されている。
日本電信電話や無線通信関連の企業の協力を得て歴史的価値のある機器が展示されている。
説明ガイドが見学者に同行するサービスを実施している。

## 主な展示
下記のテーマの展示ゾーンがある。
- 無線通信の誕生
- ラジオ放送の始まり
- 真空管の発達の歴史
- 無線通信機の発達の歴史／半導体の誕生と発達
- 携帯電話の誕生と発達

### 主な展示品
- 送信 のインダクション・コイル
- 受信機の コヒーラ検波器
- 三六式無線機 のレプリカ